# Tolosa (Nisa)
Tolosa es una freguesia portuguesa del concelho de Nisa, con 23,43 km² de superficie y 1.122 habitantes (2001). Su densidad de población es de 47,9 hab/km².